# Distretto di Yayladere
Il distretto di Yayladere (in turco Yayladere ilçesi) è uno dei distretti della provincia di Bingöl, in Turchia.